# 強烈熱帶風暴馬力斯 (2018年)
強烈熱帶風暴馬力斯（英語：Severe Tropical Storm Maliksi，國際編號：1805，聯合颱風警報中心：WP062018，菲律賓大氣地球物理和天文服務管理局：Domeng）是2018年太平洋颱風季第5個被命名的熱帶氣旋。「馬力斯」一名由菲律賓提供，意為快速。

## 氣象歷史
5月31日，一個低壓區形成，美國海軍研究實驗室給予熱帶擾動編號90W。同時，聯合颱風警報中心將該低壓區在24小時內形成熱帶氣旋的機會評為「低」。
6月1日，聯合颱風警報中心將該低壓區在24小時內形成熱帶氣旋的機會提升為「中」。
6月4日，日本氣象廳將其升格為熱帶低氣壓。
6月5日，聯合颱風警報中心將該低壓區在24小時內形成熱帶氣旋的機會提升為「高」，並發布熱帶氣旋形成警報。同時，此系統吞併位在其東北方的熱帶擾動91W。
6月6日下午，日本氣象廳對其發布烈風警告。
6月8日凌晨4時，日本氣象廳將其升格為熱帶風暴，給予國際編號1805，並命名為馬力斯。
6月9日晚上8時，香港天文台將馬力斯升格為強烈熱帶風暴。
6月10日，日本氣象廳率先將其升格為颱風。
6月12日凌晨2時，臺灣中央氣象局和日本氣象廳都認為馬力斯已經轉化為溫帶氣旋。
日本氣象廳在事後發布的最佳路徑中，把馬力斯的強度向下修訂，接近中心最高持續風速從65節（每小時120公里）下調為60節（每小時110公里）。

## 外部連結
- （日語）日本氣象廳首頁 （页面存档备份，存于）
- （英文）聯合颱風警報中心首頁 （页面存档备份，存于）
- （简体中文）中央氣象台首頁
- （繁體中文）中央氣象局首頁 （页面存档备份，存于）
- （繁體中文）香港天文台首頁 （页面存档备份，存于）
- （繁體中文）澳門地球物理暨氣象局首頁 （页面存档备份，存于）
- （英文）菲律賓大氣地球物理和天文管理局首頁 （页面存档备份，存于）

| 前任 2012年 | 太平洋颱風季名稱 馬力斯 Maliksi | 現任 |